# یونی هلگسن
یونی هلگسن (نروژی: Johnny Helgesen; ۱ ژانویهٔ ۱۸۹۷ – ۲۶ دسامبر ۱۹۶۴) بازیکن فوتبال اهل نروژ بود.
وی همچنین در تیم ملی فوتبال نروژ بازی کرده‌است.